# Hubris I & II
Hubris I & II est le premier album solo du compositeur brésilien Andreas Kisser, guitariste de Sepultura depuis 1987,. Cet album sort en France le 29 mai 2009 sous le label Mascot Records.
Le double album est présenté sous la forme de deux CD, l'un étant principalement enregistré avec des guitares électriques et l'autre avec des guitares acoustiques. Plusieurs musiciens ont participé à l'enregistrement et de nombreux instruments sont présents sur l'album.

## Liste des pistes

### Hubris I
1. Protest!
2. Euphoria/Desperation
3. Eu Humano
4. The Forum
5. Virgulândia
6. God's Laugh
7. R.H.E.T.
8. Em Busca Do Ouro
9. Lava Sky
10. A Million Judas Iscariotes[1]

### Hubris II
1. Sad Soil
2. Worlds Apart
3. Breast Feeding
4. Page
5. Domenicana
6. Vivaldi
7. 0120
8. Armonia
9. Hubris
10. Mythos
11. O Mais Querido[1]

## Musiciens
- Andreas Kisser : guitare, basse, chant sur Eu Humano
- Jean Dolabella : batterie, percussions
- Henrique Portugal : claviers
- Fabio Azeitona : percussions, instruments à vent
- Renato Zanuto : piano
- Vasco Faé : chant, harmonica